# Parastenopa montana
Parastenopa montana är en tvåvingeart som beskrevs av Aczel 1956. Parastenopa montana ingår i släktet Parastenopa och familjen borrflugor. Inga underarter finns listade i Catalogue of Life.